# Bataille de Santa Lucia
 (octobre 2023).
La mise en forme du texte ne suit pas les recommandations de Wikipédia : il faut le « wikifier ».
Les points d'amélioration suivants sont les cas les plus fréquents. Le détail des points à revoir est peut-être précisé sur la page de discussion.
- Les titres sont pré-formatés par le logiciel. Ils ne sont ni en capitales, ni en gras.
- Le texte ne doit pas être écrit en capitales (les noms de famille non plus), ni en gras, ni en italique, ni en « petit »…
- Le gras n'est utilisé que pour surligner le titre de l'article dans l'introduction, une seule fois.
- L'italique est rarement utilisé : mots en langue étrangère, titres d'œuvres, noms de bateaux, etc.
- Les citations ne sont pas en italique mais en corps de texte normal. Elles sont entourées par des guillemets français : « et ».
- Les listes à puces sont à éviter, des paragraphes rédigés étant largement préférés. Les tableaux sont à réserver à la présentation de données structurées (résultats, etc.).
- Les appels de note de bas de page (petits chiffres en exposant, introduits par l'outil «  Source ») sont à placer entre la fin de phrase et le point final[comme ça].
- Les liens internes (vers d'autres articles de Wikipédia) sont à choisir avec parcimonie. Créez des liens vers des articles approfondissant le sujet. Les termes génériques sans rapport avec le sujet sont à éviter, ainsi que les répétitions de liens vers un même terme.
- Les liens externes sont à placer uniquement dans une section « Liens externes », à la fin de l'article. Ces liens sont à choisir avec parcimonie suivant les règles définies. Si un lien sert de source à l'article, son insertion dans le texte est à faire par les notes de bas de page.
- La présentation des références doit suivre les conventions bibliographiques. Il est recommandé d'utiliser les modèles {{Ouvrage}}, {{Chapitre}}, {{Article}}, {{Lien web}} et/ou {{Bibliographie}}. Le mode d'édition visuel peut mettre en forme automatiquement les références.
- Insérer une infobox (cadre d'informations à droite) n'est pas obligatoire pour parachever la mise en page.

Pour une aide détaillée, merci de consulter Aide:Wikification.
Si vous pensez que ces points ont été résolus, vous pouvez retirer ce bandeau et améliorer la mise en forme d'un autre article.
Première guerre d'indépendance italienne
Batailles
- Cinq journées de Milan
- Pastrengo
- Santa Lucia
- Vicence
- Cornuda
- Curtatone et Montanara
- Goito
- Custoza
- Milan
- Novare

La bataille de Santa Lucia est un épisode de la première guerre d'indépendance italienne. Elle a eu lieu le 6 mai 1848, lorsque le roi de Sardaigne Charles-Albert  se dirigea vers Vérone, une importante forteresse autrichienne qui faisait partie du royaume de Lombardie-Vénétie.
Malgré sa supériorité numérique, l'armée sarde ne parvient pas à conquérir toutes les positions qui auraient pu lui permettre d'assiéger la ville. Cela était dû à la parfaite organisation des troupes autrichiennes commandées par le général Josef Radetzky qui exploitaient le terrain pour défendre leurs positions. Les Piémontais n'ont réussi à conquérir qu'une seule des trois places fortes autrichiennes et, en fin de compte, même sans le soulèvement des citoyens véronais, ils ont été contraints de se replier. Après ce succès, les Autrichiens reprirent l'initiative qu'ils n'ont jamais plus abandonnée pendant toute la suite de la campagne militaire.
Troisième affrontement important de la guerre (après celui du Pont de Goito et celui de Pastrengo ), ce fut aussi le plus sanglant des trois et coïncida avec la première défaite piémontaise. Le duc de Savoie, futur roi Victor-Emmanuel II, et l'archiduc d'Autriche, dix-sept ans, futur empereur François-Joseph 1er, qui eut son propre baptême du feu à cette occasion, participèrent à cette bataille.

## Des Cinq Journées de Milan à Santa Lucia
Après les cinq journées de Milan et la déclaration de guerre à l'Autriche le 23 mars 1848, Carlo Alberto traverse prudemment la Lombardie d'où les Autrichiens s'étaient retirés. Les Piémontais trouvèrent leur première véritable opposition près de Goito, sur la rivière Mincio.
Le 8 avril, lors de la bataille du pont de Goito, les Piémontais battirent les Autrichiens qui se retirèrent sur la ligne de l'Adige. Le fleuve, coulant du nord au sud, en plus de défendre la ville fortifiée de Vérone, constituait avec sa vallée une voie de communication avec l'Autriche. Les Piémontais ne profitèrent cependant pas de l'occasion et, au lieu de poursuivre rapidement les Autrichiens, ils se limitèrent à déclencher le siège de Peschiera, restée presque isolée à l'ouest. Ce n'est que le 30 avril, lors de la bataille de Pastrengo, que l'armée de Charles-Albert parvient à s'organiser et à lancer une attaque avec laquelle elle réussit à amener son aile gauche (l'aile nord procédant d'ouest en est) jusqu'à l'Adige.
Or Charles-Albert aurait voulu repousser l'armée du général Radetzky à l'intérieur des murs de Vérone en la délogeant des positions situées devant la ville. Il s'agissait d'une action démonstrative qui avait aussi une finalité politique interne : les travaux de la Chambre des Députés nés de la promulgation du Statut Albertin étaient sur le point de commencer, et le Roi voulait en profiter pour annoncer une brillante victoire .

## Plans et forces piémontaises

### Le projet initial

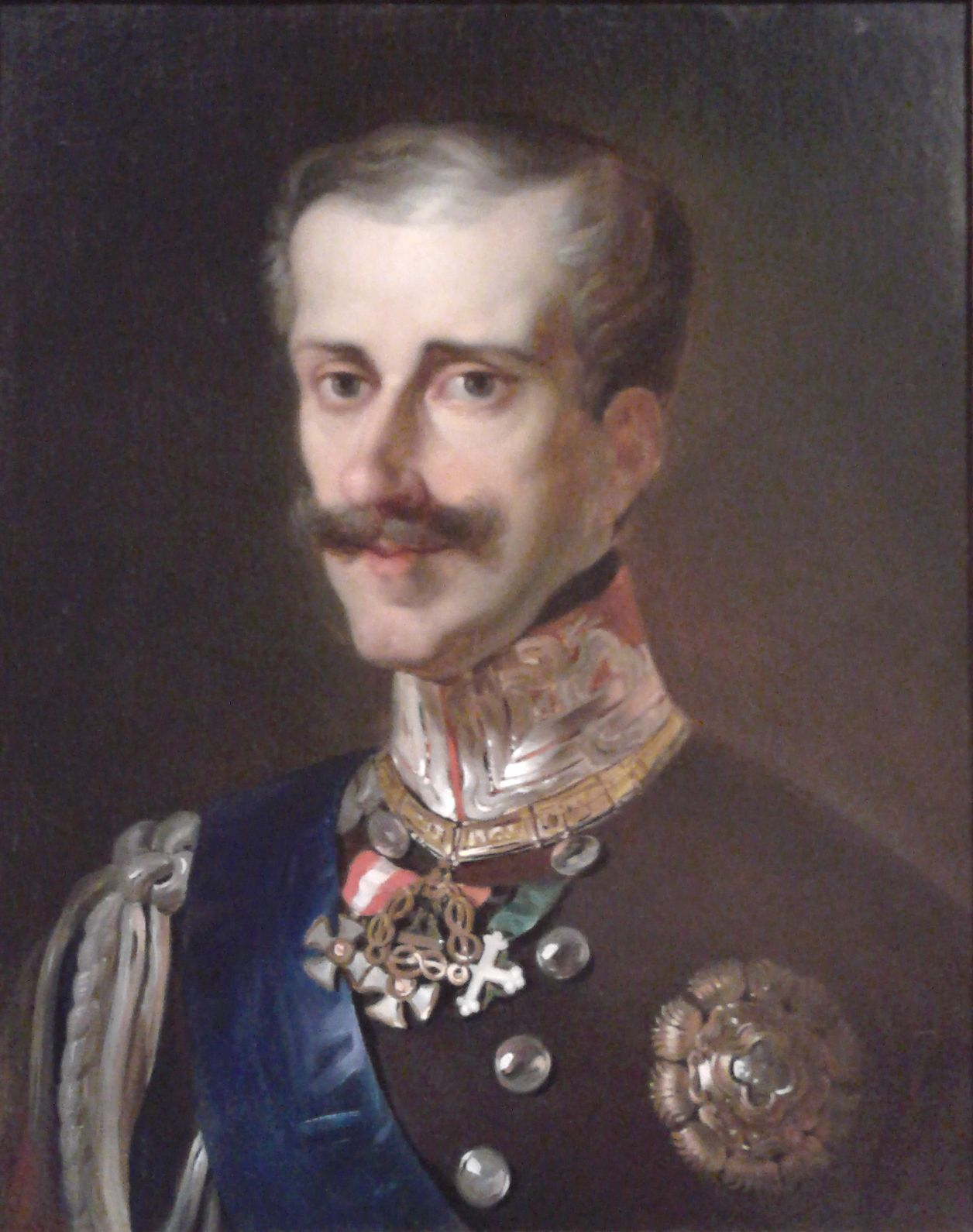
Le roi de Sardaigne Charles-Albert a voulu annoncer la victoire pour la première ouverture de la Chambre des Députés.

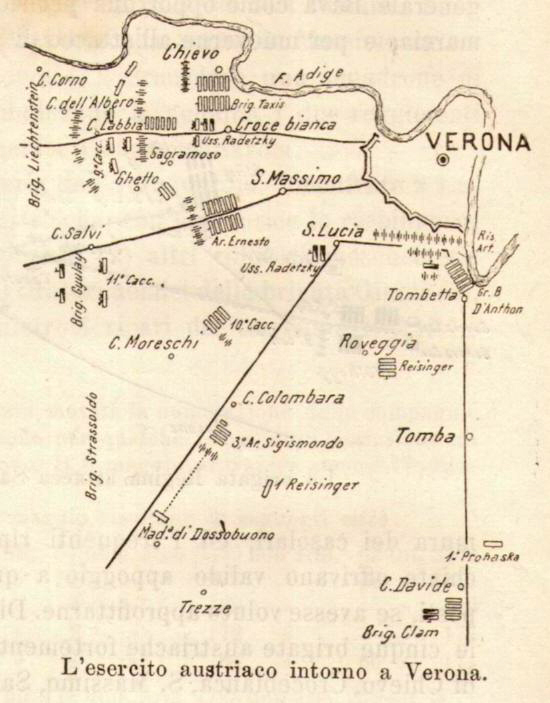
La zone et les forces autrichiennes près de Vérone avant la bataille.

Le 3 mai 1848, le roi Charles Albert révéla à son commandant en chef de l'armée, le général Eusebio Bava, que les citoyens de Vérone étaient secrètement contactés afin qu'ils puissent se soulever avec contre les Autrichiens afin de les pousser à sortir de la ville. Le Roi invite alors le général à lui fournir un plan d'opérations permettant d'atteindre cet objectif .
Le lendemain, le général Bava envoie au roi un projet de « reconnaissance offensive » contre Vérone. Dans ce projet, l'attaque devait être menée par les deux divisions du 1er corps d'armée commandées directement par Bava, la division de réserve étant prête à intervenir. Le général supposait que l'ennemi offrirait à ses divisions une faible défense puis se retirerait vers Vérone. En prenant possession des hauteurs entre Chievo, Croce Bianca (où sera construit le Forte Croce Bianca ), San Massimo et Santa Lucia, cette action aurait repoussé les Autrichiens de la ligne avancée et permis aux Piémontais d'évaluer les forces réelle de la forteresse de Vérone. Cependant, dans le cas où Radetzky serait venu au combat en rase campagne et que les Véronèse se seraient révoltés, le scénario aurait changé et la Division de Réserve aurait été utilisée pour tirer le meilleur parti de toute éventualité  .

### Le plan final et les forces impliquées

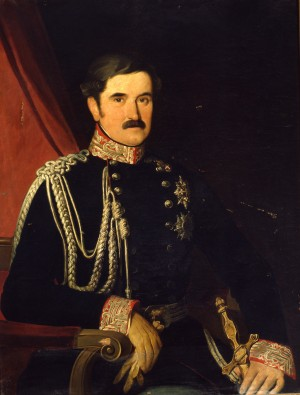
Eusebio Bava, commandant du 1er corps d'armée de l'armée piémontaise.

Charles-Albert soumit le plan au ministre de la Guerre, le général Antonio Franzini, qui le modifia rapidement et présenta le 5 mai la nouvelle version qui prévoyait le début des manœuvres pour le lendemain matin. La reconnaissance offensive de Bava afin de « présenter la bataille aux forces ennemies » est restée, mais en plus des divisions mentionnées, la 3e division du 2e corps serait également impliquée. Ce qui correspond à non pas trois mais quatre des cinq divisions de l'armée piémontaise. Cependant, il s'agissait d'une reconnaissance plus prudente que celle prévue par Bava : une fois les hauteurs occupées, l'avancée aurait pris fin, dans l'espoir que l'ennemi à l'intérieur des murs ne sortirait pas et que la population de Vérone ne se soulèverait pas .
Au total, les forces piémontaises massées près de Santa Lucia sont composées de 35 bataillons avec divers escadrons de cavalerie et 40 canons, même si toutes ces forces ne seront pas engagées. En considérant que l'armée piémontaise disposait de 800 hommes par bataillon, le total des troupes engagées est de 28 000 fantassins et 5 000 hommes d'autres spécialités .
Les unités piémontaises se seraient déplacées en ouvrant en demi-cercle : celles aux extrémités ayant une plus longue distance à parcourir. Pour éviter que l'attaque ne manque de coordination, un arrêt de la marche est prescrit, sur une ligne à un ou deux kilomètres des Autrichiens, pour une durée maximale de deux heures. À 7 heures du matin, les troupes piémontaises quitteraient leurs camps, à partir de 9 heures elles seraient au point d'arrêt et à 11 heures commenceraient l'assaut. Celui-ci partirait du centre, sur le village de San Massimo (à l'ouest de Vérone), puis s'étendrait progressivement au nord vers Croce Bianca et au sud vers Santa Lucia ; plus au sud-est, la position autrichienne de Tomba capitulerait par débordement. L'attaque principale de la 1ère Division, commandée par le général Federico d'Arvillars appuyé par la division de réserve commandée par Victor Emmanuel, duc de Savoie, héritier de Charles-Albert, devrait ainsi converger vers San Massimo. À droite de la 1ère Division, la 2ème de Vittorio Garretti de Ferrere investirait Santa Lucia. À gauche de la 1ère, la 3ème Division de Mario Broglia de Casalborgone attaquerait les Autrichiens à Croce Bianca,.

## Les forces autrichiennes

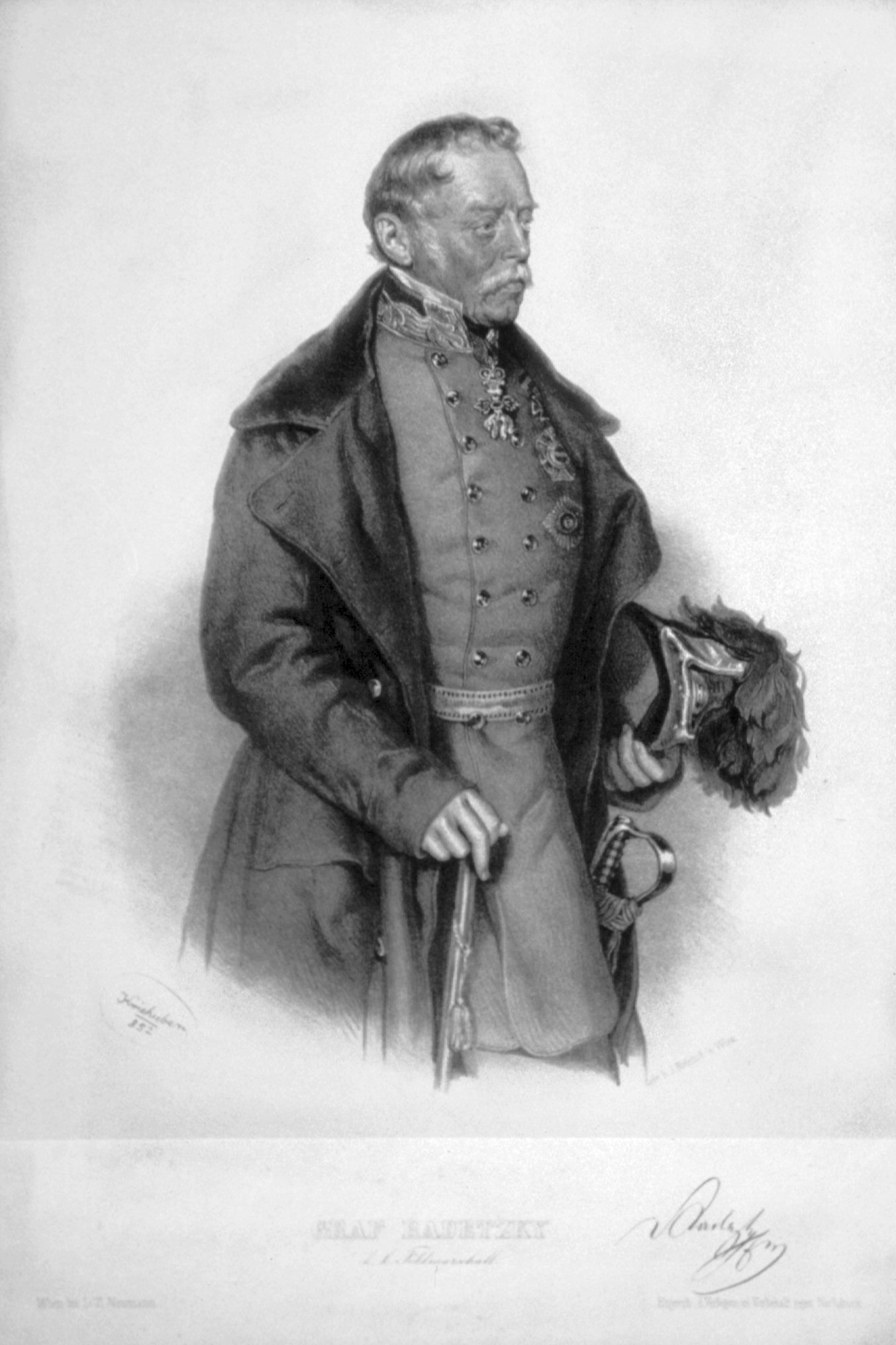
Le chef de l'armée autrichienne Josef Radetzky a mis en place la ligne défensive qui a repoussé les Piémontais juste à l'extérieur de Vérone.

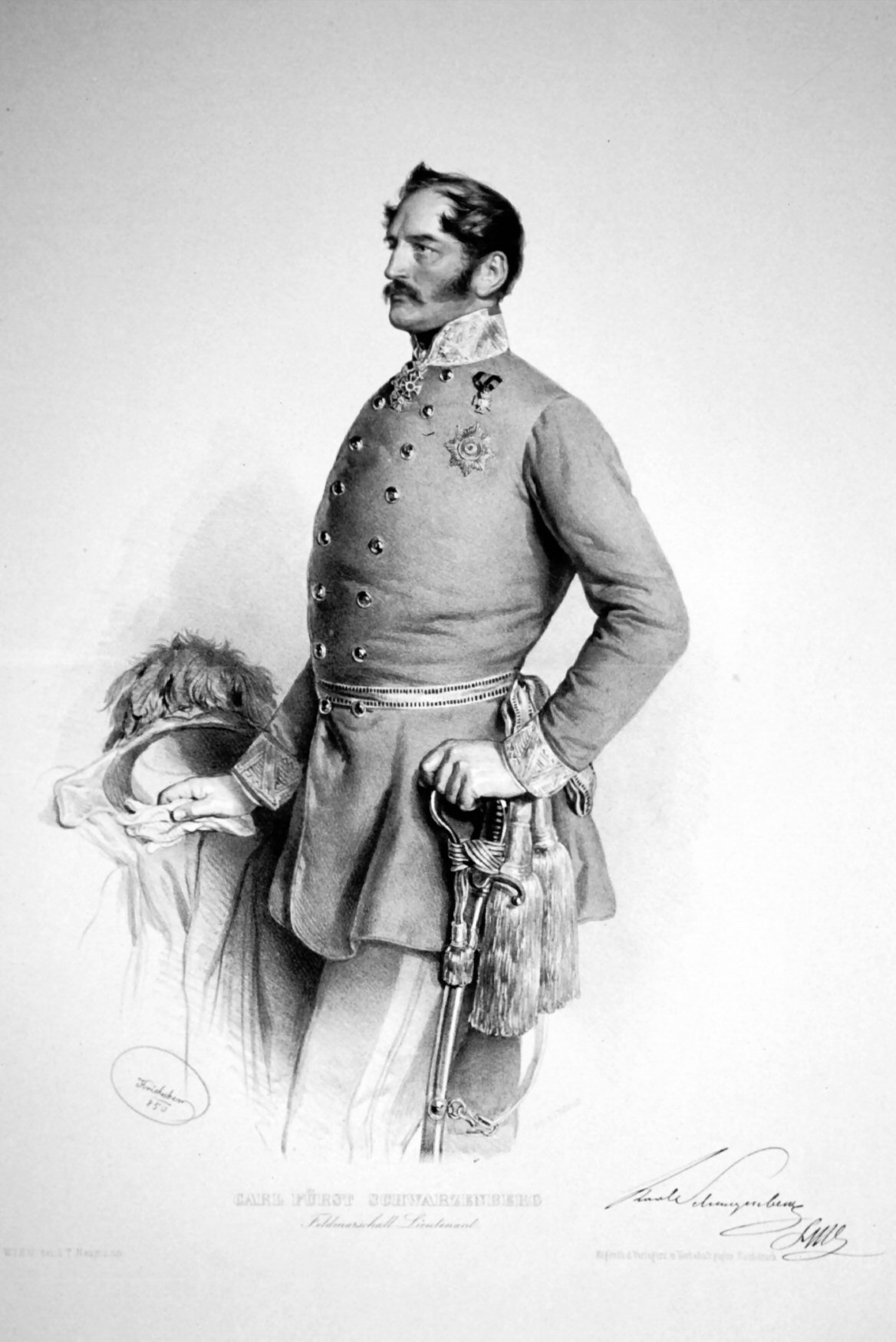
Le général autrichien Karl Schwarzenberg dont les troupes à Santa Lucia subissaient la plus grande pression de la part des forces piémontaises.

Près de Vérone, l'armée autrichienne était divisée en trois parties : l'une sur la gauche de l'Adige, s'élevant jusqu'à la hauteur de Pastrengo, une seconde devant Vérone et une troisième à l'intérieur des murs de la ville. Ces forces s'élevaient à environ 30 000 hommes. Parmi ceux-ci, 12 bataillons, soit environ 15 600 hommes, furent déployés pour défendre les villages situés entre les deux bras de la grande boucle de l'Adige, au bout duquel se trouve Vérone. Ces villages avaient été fortifiés avec ingéniosité par les Autrichiens, de manière à former une formidable ligne défensive aux flancs soudés à l'Adige.
Dans les villages il y avait une partie du 1er Corps autrichien, c'est-à-dire la division du général Karl Schwarzenberg composée des brigades des généraux Julius Cäsar von Strassoldo et Eduard Clam-Gallas, avec environ 5 600 hommes disposés entre Santa Lucia et Tombe ainsi que le 2ème corps du général Constantin d'Aspre composé de trois brigades d'infanterie et d'une brigade de cavalerie disposées entre Chievo, la Croix Blanche et Saint-Deux, avec environ 10 000 hommes,.

### Le terrain et la ligne défensive
Avec seulement 12 bataillons (9 en première ligne et 3 en réserve), moins de la moitié des bataillons piémontais, la ligne défensive autrichienne extérieure à la ville de Vérone a peut-être donné aux Piémontais l'illusion de ne pas être suffisamment forts. Bien qu'elle s'appuie sur les deux branches de la rivière en dehors de la ville, à Chievo et Tombetta (où la Torre Tombetta sera construite), elle était trop large et n'avait pas de deuxième ligne. Néanmoins, la défense était puissante : depuis les points forts, l'artillerie battait efficacement les routes ; et le sol, couvert d'arbres et de rangées de vignes, empêchait particulièrement les déplacements ; de plus, de nombreuses rangées de pierres entassées (les « marognes ») parallèles à la ligne défensive s'avéreront un autre problème pour les Piémontais, contraints de se découvrir complètement en les dépassant. Toutes ces difficultés auraient également rendu difficile pour les hommes de Charles-Alebert de placer leur artillerie.
Cependant, la défense autrichienne avait un point plus faible à sa gauche (c'est-à-dire vers Santa Lucia), un endroit où les obstacles naturels étaient moins forts. Mais ni Bava ni Franzini n'avaient pensé à une manœuvre importante de ce côté, qui permettrait de contourner tout le front défensif. L'assaut principal était prévu vers le centre, contre San Massimo, depuis les deux villes de Sona et Sommacampagna.

## L'avancée piémontaise et le début de l'affrontement

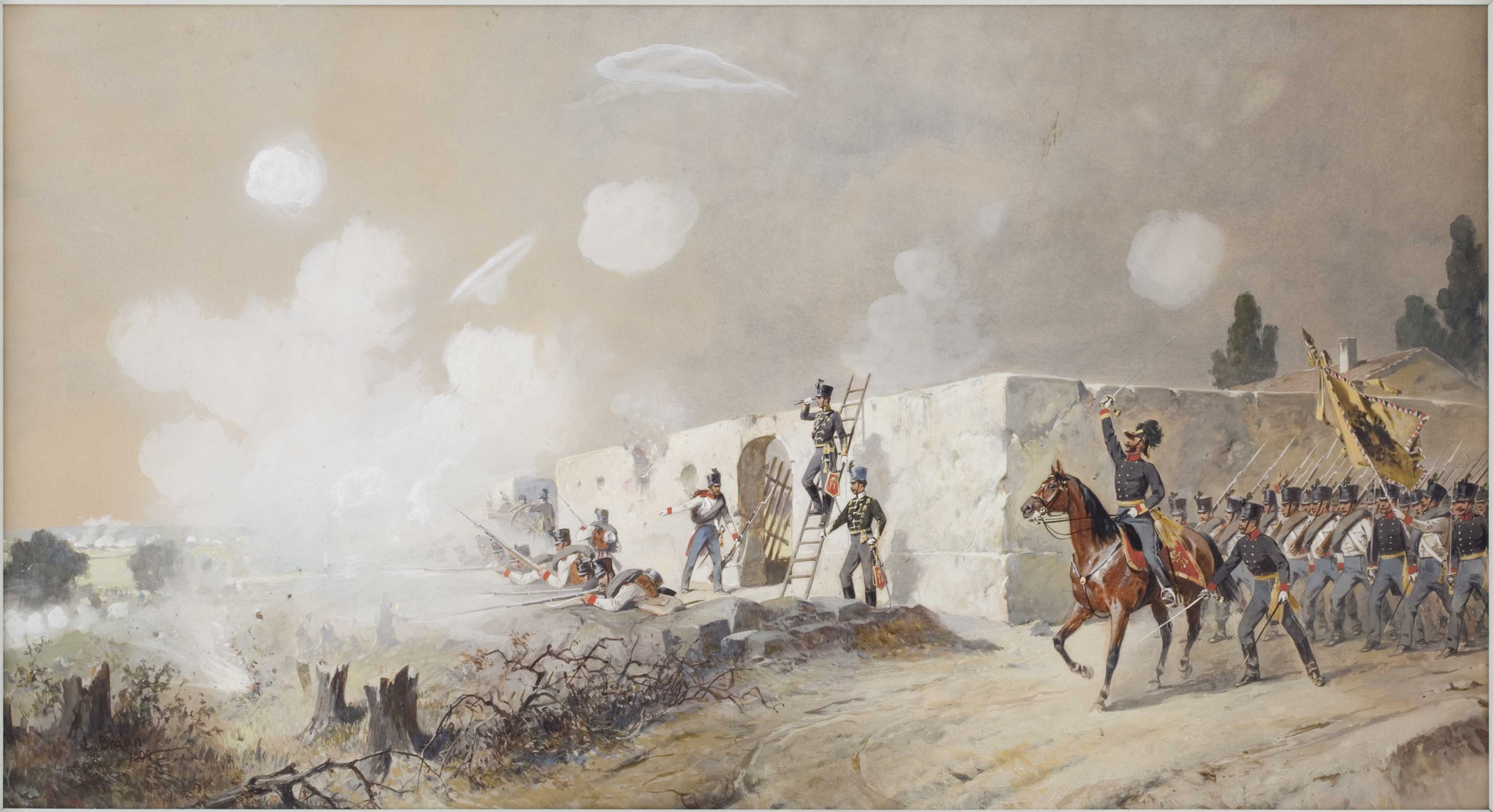
Autrichiens défendant le village de Santa Lucia pendant la bataille. L'officier debout sur l'échelle est le futur empereur François-Joseph.

Malgré les ordres, les déplacements des brigades qui constituaient les différentes divisions piémontaises manquaient de coordination. Comme indiqué ci-dessus, l'assaut principal contre le village de San Massimo était confié à la 1ère Division du 1er Corps soutenue par la Division de réserve. La brigade "Reine" du général Ardingo Trotti (it), anticipée par deux compagnies de bersaglier et un escadron de cavalerie, aurait défilé en tête. Ces avant-gardes ont dépassé le point d'arrêt et ont été immédiatement ciblées par la violente réaction ennemie. Ils se sont donc retirés dans le but de sauvegarder le déploiement du 9ème Régiment de la "Reine" et l'arrivée du 10ème Régiment de la même brigade.
À ce moment-là, les aides de camp de Bava et Franzini ont demandé au commandement de la "Reine" de faire la liaison à droite avec l'autre brigade de la 1ère Division, l'"Aosta" de Claudio Seyssel d'Aix e Sommariva qui se battait, étonnamment, devant Santa Lucia (zone de compétence de la 2ème Division). Le 10ème régiment d'abord et le 9ème ensuite ont été déployés vers la droite, avançant avec une extrême difficulté sur le terrain accidenté et arrivant seulement à 12 heures  à Fenilone, juste à l'ouest de Santa Lucia. La brigade "Aosta" qui devait partir de Sommacampagna se dirigeait vers San Massimo, au carrefour de Caselle, tourna à droite vers Santa Lucia et non à gauche. Le général Bava était avec la brigade et, il s'avère que c'est lui qui a décidé de dévier à droite. Certes, l'ordre de Franzini était peu compréhensible, car il indiquait d'abord que "Aosta" devait, après avoir atteint le point d'arrêt, de se déployer jusqu'au Phénlone, puis ordonnait que les deux brigades (l'"Aosta" et la "Royale") devaient attaquer San Massimo. Le fait est qu'en pratique Bava a transféré l'attaque principale contre Santa Lucia et toute la 1ª Division a été appelée à soutenir la 2ª Division, voir de l'anticiper dans la manœuvre de droite.

## La bataille se déplace à Sainte-Lucie
Les faits ont montré que la ligne d'arrêt établie par le commandement piémontais était trop proche du front autrichien. En effet, la brigade "Aoste", qui s'est déployée sur la ligne du Phénlone près de Santa Lucia, se trouvait à 700 mètres des positions autrichiennes et a été immédiatement soumise à un intense feu ennemi. Elle a été suivie par la brigade "Guardie" du général Carlo Biscaretti de la division de réserve qui, imitant "Aosta", a également tourné à droite au carrefour de Caselle. La bataille se concentrait désormais sur Santa Lucia. Pendant ce temps, Charles-Albert et le général Franzini avaient atteint la brigade "Aosta" qui, selon les plans, aurait dû attendre sur la ligne d'arrêt, fût ciblée par les Autrichiens, jusqu'à 11 heures, soit au moins une heure. Mais le roi se trouvait à risque dans une position très avancée, sans tenir compte du danger, entre Fenilone et Santa Lucia, de sorte que Bava se résigna à attaquer le village.
Contrevenant donc au plan, le général Bava ne s'arrêta pas sur la ligne d'arrêt et ne se prenait pas la peine de vérifier les liens entre "Aoste" et les autres unités à ses côtés. Lors de l'avancée de ce dernier, à environ 200 mètres des positions autrichiennes, le feu devint très violent et Bava dû manœuvrer pour déployer les premiers bataillons en position de tir. L'opération a parfaitement réussi et la ligne a recommencé à avancer, puis s'est arrêtée et un feu intense s'alluma contre les Autrichiens, bien préparés à la défense.
En résumé, Santa Lucia était initialement défendue par 2 300 Autrichiens répartis dans deux bataillons et deux escadrons de cavalerie avec 6 canons de la brigade commandée par le général Strassoldo. Cependant, à l'approche des Piémontais, il appelle un bataillon de réserve de la brigade du général Clam-Gallas au rond-point de Portanova, à trois kilomètres de là. Devant eux, comme nous l'avons vu, se trouvait la Brigade "Aoste", commandée par le général Sommariva, composée de deux régiments (le 5e et le 6e) et d'une batterie de 8 canons pour un total d'environ 5 000 hommes.

### L'impasse devant le village
Le cimetière du village s'est avéré particulièrement adapté à la défense et était équipé de meurtrières sur trois côtés. Les échanges de tirs se poursuivent sans effet et même l'intervention des 8 pièces d'artillerie piémontaises s'avère insuffisante, contrée par 6 canons autrichiens bien mieux positionnés. Pendant ce temps, les blessés Piémontais convergeaient vers Fenilone, où avait été installée une salle d'urgence plutôt sous-approvisionnée. L'affrontement dura environ une heure, de 10 heures à 11 heures. La brigade "Regina", rappelée de San Massimo, tarda à arriver, et la 2e Division, qui avait dès le début la tâche d'attaquer Santa Lucia, ne put arriver non plus. Cependant, vers 11 heures, la brigade "Guardie" de la Division de réserve arriva et fut immédiatement déployée à gauche de "Aosta". Après quoi, le général Bava mena personnellement deux bataillons de la Garde dans l'attaque, réussissant à occuper la zone de Pellegrina sur la ligne défensive autrichienne, mais ce ne fut pas une percée et le succès resta limité.

## L'attaque piémontaise et la conquête de Santa Lucia

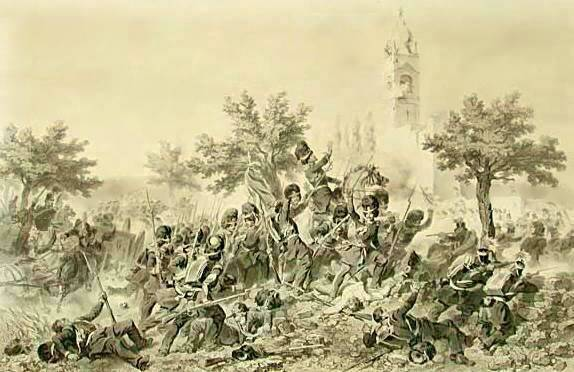
Les grenadiers piémontais attaquent en vue du clocher de Santa Lucia..

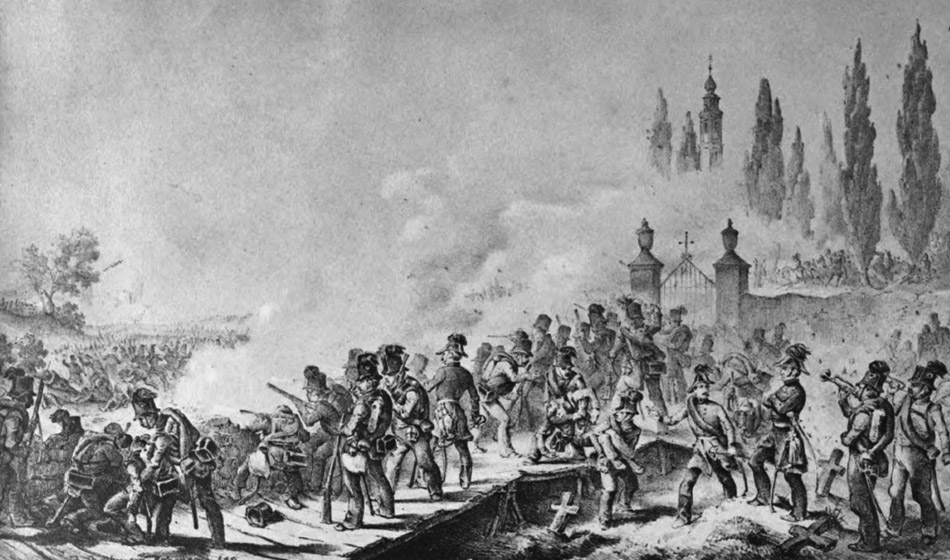
Les chasseurs autrichiens (avec le haut-de-forme à plumes caractéristique) au cimetière de Santa Lucia abrités par la "marogne" de pierres.

Finalement, vers 12 heures, les premiers éléments de la Brigade "Regina" et, avec plus d'une heure de retard, les premières unités de la 2e Division, et plus précisément le 11e Régiment, sous le commandement d'Alessandro Filippa de la Brigade « Casale » arrivèrent devant Santa Lucia. Le commandant de ce dernier, le général Giuseppe Passalacqua di Villavernia, se prépara immédiatement à attaquer la ligne autrichienne et entre 12h30 et 13 heures l'attaque générale fut lancée, tandis que déjà depuis Pellegrina les Autrichiens se voyaient menacés de débordement. Les brigades "Guardie", "Aosta" et "Casale" avancèrent de manière irrépressible et le 6e régiment "Aosta" cria "Vive le Roi, vive l'Italie !" il attaqua le cimetière de Santa Lucia à la baïonnette, y pénétrant par les brèches créées par les canons. Là, le combat avec le bataillon de chasseurs autrichiens (Kaiserjäger) qui avait ciblé l'infanterie piémontaise à couvert pendant des heures fut sanglant mais victorieux,.
Plus au sud, le général Passalacqua, à la tête du 11ème Régiment, conquit la zone de Colombara et de là se dirigea vers le centre du village de Santa Lucia, en y pénétrant avec les soldats des Brigades "Gardie" et "Aosta". Enfin, le combat sanglant qui dura quatre heures, de 10h à 13h, a finalement pris fin. Les Autrichiens défendant le village furent contraints d'abandonner leurs positions fortes et se replièrent sur Vérone. Ainsi, vers 13 heures, les Piémontais conquièrent Santa Lucia, puis s'alignèrent le long de la lisière devant Vérone. Charles-Albert, parmi les généraux de son état-major, scrutait la ville dans l'espoir d'apercevoir un signe d'émeute anti-autrichienne, ce qui n'était pas le cas.

## La défaite piémontaise à Croce Bianca

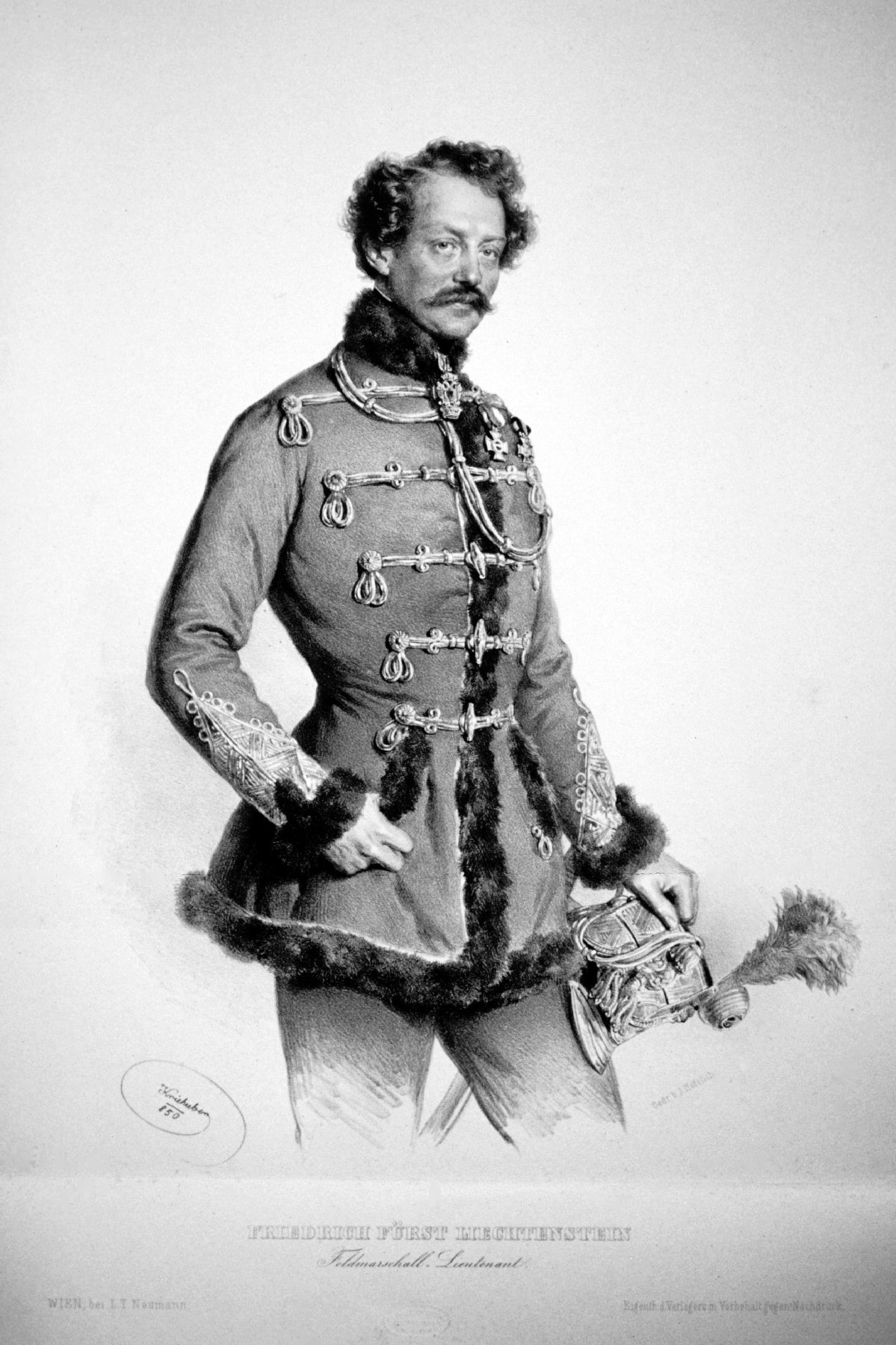
Le général autrichien Friedrich von Liechtenstein (1807-1885) repoussa l'attaque piémontaise contre Croce Bianca.

Radetzky, quant à lui, n'avait pas de réelles réserves, étant donné que les 12 bataillons de Vérone devaient maintenir l'ordre dans la ville et étaient les moins capables. Il n'y avait pas non plus de deuxième ligne alors que la première menaçait d'être contournée, avec pour conséquence le passage de Charles-Albert sur la rive gauche de l'Adige à Chievo. Cela aurait signifié l'interruption des connexions avec le Trentin et l'isolement de la garnison de Vérone. Mais les Piémontais se sont arrêtés.

### Le terrain et les forces autrichiennes
Presque simultanément aux actions de Santa Lucia, sur l'autre aile de l'armée de Charles-Albert, la gauche, se battait pour le village de Croce Bianca. Ici, la brigade « Savoie » du général Francesco d'Ussillon de la 3e Division atteint les avant-postes autrichiens vers 11h30. Le terrain vers Croce Bianca est apparu aux Piémontais comme étant d'abord en déclin, puis légèrement en pente jusqu'à la zone de Cascina Labbia. Même avant ce point, les lignes autrichiennes étaient parfaitement positionnées derrière des caisses, des haies et des amas de rochers qui dominaient la dépression que devaient traverser les Piémontais.
Les Autrichiens du 2e corps du général D'Aspre et plus précisément les hommes de la brigade du général Friedrich von Liechtenstein défendirent Croce Bianca. Elle comptait environ 3 000 hommes, avec 2 escadrons de cavalerie et 6 canons. Mais grâce à la réserve d'artillerie du 2e corps, von Liechtenstein avait pu déployer 10 canons et 1 500 fantassins supplémentaire en soutien. Les 1 500 autres soldats étaient prêts à intervenir depuis Cascina Labbia si nécessaire.

### Les forces piémontaises et l'affrontement
De son côté, le général piémontais Broglia di Casalborgone attendait l'arrivée sur place de l'autre brigade de sa 3e Division, la "Composta" du général Francesco Conti, en la plaçant à son arrivée à gauche de la "Savoie". Une fois le déploiement terminé, les bataillons piémontais commencèrent à avancer en ligne, fortement combattus par l'ennemi. Une attaque de flanc piémontaise échoua et après une heure, la "Savoie" dut temporairement faire demi-tour pour se regrouper. Pendant ce temps, sur sa gauche, le 16e régiment de la "Composta" (qui comprenait également un bataillon de volontaires de Parme), alors qu'il avançait, fut soudainement touché par un tir de mitraille qui, d'un seul coup, fit 33 morts dans ses rangs. Ainsi attaquait 10 bataillons piémontais comptant environ 7 000 hommes. Une force légèrement plus du double de celle de la force autrichienne parfaitement déployée en défense.
De plus, la 3e Division se retrouva avec son flanc droit exposé car les troupes piémontaises contre San Massimo avaient dévié vers Santa Lucia. C'est pourquoi, après 14 heures, la nouvelle parvint à Charles-Albert que le général Broglia avait renoncé à prendre Croce Bianca. Dans ce cas, comme pour Santa Lucia, il n'y avait eu aucune reconnaissance préalable, aucun véritable service d'état-major général, aucun véritable service d'urgence. La nouvelle a amené Charles-Albert à ordonner la retraite. D'autre part, Radetzky et ses hommes n'avaient pas quitté Vérone et les citoyens de Vérone ne s'étaient pas non plus soulevés comme les Piémontais l'espéraient.

## La contre-offensive autrichienne

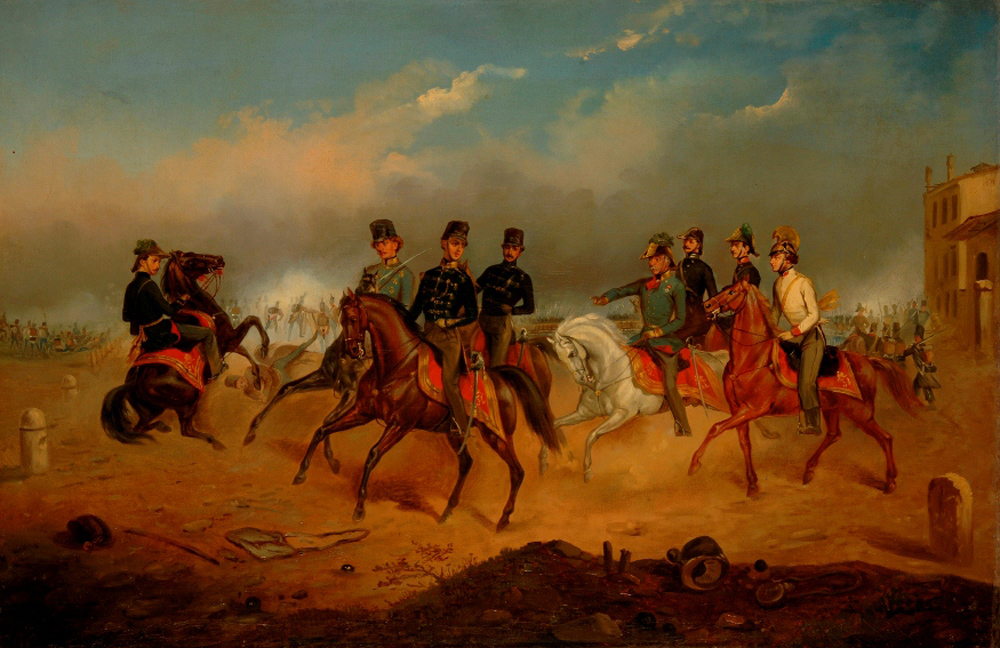
L'archiduc François-Joseph d'Autriche (au premier plan) lors de son baptême du feu à la bataille de Santa Lucia.

Entre 14h30 et 15h00, les troupes piémontaises se préparent à la retraite. Elle était protégé par la brigade « Cuneo » de la division de réserve, et à droite par la brigade « Acqui » de la 2e division près de Sant Lucia. C'est précisément dans cette phase qu'a eu lieu une énergique contre-offensive autrichienne lancée par un total de 7 bataillons choisis parmi les moins éprouvés par la bataille (environ 7 500 hommes), avec une batterie de canons et un escadron de cavalerie. L'attaque fut repoussée par des unités des deux brigades piémontaises. Radetzky renforça alors l'assaut avec les forces de la garnison de Vérone, qui avaient également été légèrement exploitées au cours de la bataille. Mais lorsque les Autrichiens arrivèrent à Santa Lucia, ils trouvèrent les premières maisons vides et constatèrent que partout les positions avaient été abandonnées par les Piémontais. A 18 heures, la bataille qui avait commencé vers 9 heures près de San Massimo pouvait être considérée comme terminée. Les Autrichiens pouvaient s'en considérer les vainqueurs,.

## Les pertes et les conséquences
En fin de compte, les deux armées avaient subi de nombreuses pertes. Les autrichiens 72 morts (dont 7 officiers), 190 blessés (dont 8 officiers) et 87 disparus ou prisonniers et les Piémontais 110 morts (dont 6 officiers) et 776 blessés (dont 31 officiers). Parmi les officiers piémontais tombés au combat se trouvait le commandant du 5ème Régiment de la Brigade "Aosta", le colonel Ottavio Caccia (1794-1848), touché à la poitrine lors de l'attaque de Santa Lucia,.
Les conséquences de cette bataille pour l'armée piémontaise furent graves. Les soldats de Charles-Albert dans leur ensemble ont fait preuve d'une discipline et d'un courage remarquables. Cependant, le plan de bataille était médiocre et le leadership des hauts gradés répréhensible ; surtout, pendant la bataille. Comme à Pastrengo, il y a eu un manque d'exploitation du succès initial. L'attitude de l'armée piémontaise serait désormais une attitude d'attente, visant uniquement à repousser l'action des Autrichiens. L'initiative, détenue pendant neuf jours par les Piémontais, du 28 avril au 6 mai, passerait désormais aux mains de l'ennemi. L'armée de Radetzky semblait désormais remise de la crise de découragement et les bataillons composés de soldats de Lombardie-Vénétie s'étaient illustrés dans la défense des positions devant Vérone.

## Source de la traduction
- (it) Cet article est partiellement ou en totalité issu de l’article de Wikipédia en italien intitulé « Battaglia di Santa Lucia » (voir la liste des auteurs).